# Russelia equisetiformis
Russelia equisetiformis, llamada popularmente lágrimas de Cupido es una especie perteneciente a la familia Scrophulariaceae originaria de México y Colombia es una planta que nace mayormente en los lugares húmedos.

## Descripción
Es un arbusto perenne de alrededor de un metro de altura, con ramas pendulares, estriadas y muy delgadas de color verde vivo. Las hojas se han reducido a brácteas escamosas agudas de 2 mm de longitud. Del ápice de cada rama surgen las flores, de forma tubular con cáliz de 5 mm de largo, corola rojo brillante, de unos 3 cm de longitud. Florece en primavera y verano principalmente, aunque si la temperatura no baja demasiado la floración se puede producir en cualquier época del año.

## Distribución y hábitat
Se distribuye naturalmente por todo México hasta el sur de Guatemala. Se adapta a cualquier tipo de suelo siempre que esté bien drenado; tolera el calor y la sequía, aunque para que florezca profusamente requiere riegos regulares con una exposición soleada.